# Bandiera di Grenada
La bandiera di Grenada è stata adottata nel 1974.
Le sette stelle rappresentano le sette parrocchie della nazione, con quella centrale inserita in un cerchio rosso che si riferisce alla diocesi di Saint George's, la capitale. Il rosso, il giallo e il verde simboleggiano rispettivamente il coraggio, il sole e l'agricoltura.
Conosciuta in passato anche come Spice Island ("isola delle spezie") per la gran quantità di noce moscata, chiodi di garofano, cannella e curcuma (detta "zafferano delle indie") che vi cresce; questa caratteristica è ben evidenziata infatti nella parte sinistra verde della bandiera, dove è stata inserita una noce moscata stilizzata.

## Bandiere storiche

Bandiera della Colonia britannica di Grenada 1875-1903
Bandiera della Colonia britannica di Grenada 1903-1967
Bandiera di Grenada 1967-1974

## Bandiere dei Governatori

Bandiera del Governatore di Grenada (1967-1974)
Bandiera del Governatore generale di Grenada (1974-oggi)